# Ben Miller
Ben Miller, född 24 februari 1966 i London, är en brittisk skådespelare, komiker och regissör.

## Filmografi i urval
- 1997–2001 – Armstrong and Miller (TV-serie)
- 2000 – Det finns bara en Jimmy Grimble
- 2004 – Prinsen & jag
- 2003 – Johnny English
- 2004–2005 – Doc Martin (TV-serie)
- 2004–2006 – The Worst Week of My Life (TV-serie)
- 2007–2010 – The Armstrong & Miller Show (TV-serie)
- 2007–2011 – Primeval (TV-serie)
- 2009 – QI (tävlande i frågesportprogram)
- 2011 – Johnny English Reborn
- 2011–2014 – Mord i paradiset (TV-serie)
- 2014 – What We Did on Our Holiday
- 2018 – Johnny English Strikes Again
- 2018 – Fakiren som fastnade i ett skåp
- 2022 – Suspect (TV-serie)